# Here Come the Warm Jets

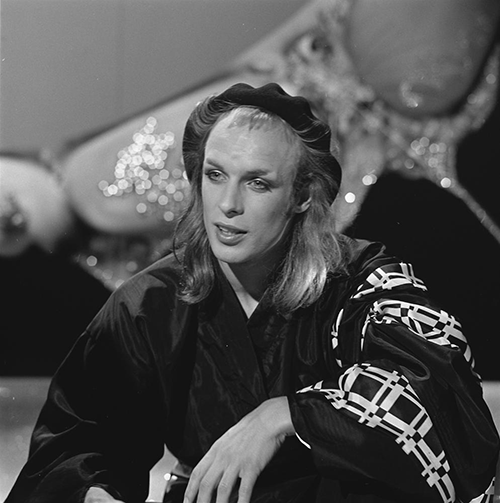
Brian Eno, invitat la emisiunea TV TopPop, aprilie 1974

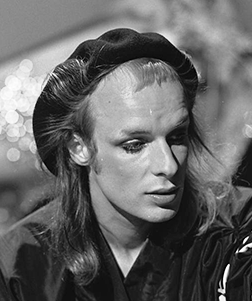
Brian Eno, invitat la emisiunea TV TopPop, aprilie 1974

Here Come the Warm Jets este albumul solo de debut al artistului Brian Eno. Realizat de el, a apărut în Island Records în iarna anului 1974. Stilul muzical, regăsit și în albumul precedent care surprinde cooperarea cu trupa Roxy Music, îmbină subgenurile glam rock, art rock și experimental rock. Pe parcursul înregistrărilor cântecelor, Eno apelează la metode neobișnuite, el fiind surprins compunând versurile nonsens care mai târziu vor forma baza mesajului artistic.
Albumul include colaborarea cu membrii trupei Roxy Music :  Hawkwind, Matching Mole și Pink Fairies, precum și Chris Spedding, and Robert Fripp din King Crimson.
Here Come the Warm Jets a înaintat pe locul 26 în topul albumelor din Marea Britanie și numărul 151 în SUA, (tabelul Billboard), primind foarte multe aprecieri pozitive.
Albumul a fost scos sub forma unui CD în 1990 de către Island Records, iar în 2004 de Virgin Records, continuând să câștige faimă. Criticul Steve Huey a afirmat că albumul „încă sună excitant, reliefându-se o nouă perspectivă spre viitor, dens detaliată, relevând mai multă ambiguitate, profunzime cu fiecare ascultare”.

## Producție
Here Come the Warm Jets a fost înregistrat timp de 20 de zile în Majestic Studio din Londra de către inginerul Derek Chandler în timpul lunii septembrie, anul 1974. Titlul albumului se credea că este un jargon pentru cuvântul ,,urinare''. Într-un interviu acordat de revista Mojo în 1996, Eno afirmă că titlul face referire la chitara lui, denumind-o  "warm jet guitar,, pentru că instrumentul suna precum zgomotul produs de jetul de apă.
Eno a menționat șaptesprezece artiști alături de care a cooperat la realizarea albumului., incluzând pe John Wetton și Robert Fripp (membrii ai trubei King Crimson), Simon Kind (Hawkwind), Bill MacCormick (Matching Mole), Paul Rudolph (Pink Fairies), Chris Spedding și toți membrii trupei Roxy Music cu excepția vocalistului Bryan Ferry. El îi dorea pe toți muzicienii laolaltă, spunând că așa putea observa ce se întâmplă atunci când identități diferite se combină și încep să rivalizeze. Situația avea în vedere că oricând era posibil să se ivească o mică neînțelegere sau un accidente, care devenea în ochii artistului mult mai interesant decât își imaginase. Astfel erau puse în lumină calitățile fiecăruia în parte, talentul lor de a crea muzică pentru a da naștere unui album unic în perioada anilor '70.
Eno își antrena prietenii prin limbajului trupului și dans, la fel de bine și prin indicații verbale, le influența muzica și sunetele emise de instrumente. Simțise în acel moment că aceasta era o cale potrivită pentru a comunica cu artiștii. Albumul îl creditează pe Eno cântând la chitară, pian și voce (simplistic piano, snake guitar, laringe electrică). Termenii sunt folosiți pentru a descrie caracterul glam rock al sunetului. După înregistrarea pieselor individuale, Eno mixă intens instrumentalurile lui cu ale celorlalți din sesiune. Iubita lui Eno, Carol McNicoll s-a ocupat de design-ul coperții de album.

## Muzica și versurile
Întregul stil al albumului a fost descris ca fiind "glammed-up art-pop", punând în evidență arta pop a muzicii și caracterul glam rock redat de chitara teatrală. În unele melodii, vocea lui Eno imită pe cea a lui  Bryan Ferry, solistul trupei Roxy Music. Albumul împrumută stilul popular al anului 1950, reflectat în sunetul pianului, vocea falsă în piesa "Cindy Tells Me" și ritmul tobelor din "Blank Frank", asemănător cu "Who Do You Love?" cântată de Bo Diddley.
Pentru a crea versurile, Eno ar fi rulat piesele înapoi în timp ce cânta singur, silabisind din senin cuvinte incoerente. Mai târziu, el le transforma în cuvinte, fraze și semnificații. Această metodă de compunere a versurilor a fost folosită pentru înregistrările sale de tip vocal în perioada anilor ’70. 
Versurile de pe albumul Here Come the Warm Jets sunt macabre, dar ascund un subtil sens al umorului. Ele sunt predominant confesive și nu au un înțeles de sine stătător. Excepțiile includ "The Paw Paw Negro Blowtorch", unde se face referire la A.W. Underwood din Paw Paw, Michigan, cu abilitatea lui semnificativă de a da foc lucrurilor suflând în ele. Conform spuselor lui Eno, cântecul celebrează posibilitatea unei afaceri amoroase cu acel om ("celebrates the possibility of a love affair with the man.")
Eno a încercat să-și convingă fanii de a nu interpreta versurile așa de profund. Versurile cântecului "Needles in the Camel's Eye" au fost compuse în mai puțin timp decât i-a luat artistului să formeze ritmul acesteia, el considerând că este un simplu instrumental care conține puține părți în care se intonează vocal. 

## Apariție
Here Come the Warm Jets a fost introdus pe piață în ianuarie, 1974. Albumul a fost un bestseller al artistului, menținându-se pe al douăzecișișaselea loc în UK Albums Chart ,clasamentul muzical oficial din Regatul Unit. Eno plănuia să organizeze un turneu alături de trupa The Winkies, dar el a plecat din concerte după ce a fost diagnosticat cu pneumotorax. După recuperare, Eno a jucat la un concert Island Records în vara anului 1974 alături de alți muzicieni precum Nico, Kevin Ayers și John Cale. 
Here Come the Warm Jets a fost republicat de Polydor în martie 1977 și din nou sub forma unui CD în ianuarie 1987.

## Legături externe
- Here Come the Warm Jets la Discogs (lista lansărilor)